# パペピプ♪パピペプ♪パペピプポ♪
「パペピプ♪パピペプ♪パペピプポ♪」は佐々木希の3枚目のシングル。

## 概要
CDシングルとしては11ヶ月ぶりにリリースした本作はytv制作・日本テレビ系「べるぜバブ」エンディング・テーマ。通常盤、アニメ盤には付属していないが、限定盤はDVD付きで表題曲のダンスレッスンが収録されている。子供向けの楽曲になっているため、佐々木は「特に、小さい子供たちには歌って踊って楽しんで聴いてほしい」とコメントしている。本作の発売を記念して、10月30日には、スポーツ幼児園バディの園児ら700人との本作のダンスを披露した。

## 批評
hotexpressの武川春奈は「脳内中を駆け巡る呪文のようなリリックと、脱力感MAXの歌声が何ともクセになること間違いなし。ミュージックビデオと合わせて耳にすることをお勧めしたい」と評した。
CDジャーナルは「舌ったらずな脱力ボーカルが見事にはまった。（ひみつのアッコちゃんの主人公が使用する）“テクマクマヤコン”のような魔法の言葉を手に入れたスーパーモデルが歌う、最高にキャッチー＆キュートなエレ・ポップ」と評した。

## 収録曲

### CD

#### 通常盤・限定盤
1. パペピプ♪パピペプ♪パペピプポ♪ [3:31]
作詞・作曲・編曲：田尻知之・本澤尚之
2. パペピプ♪パピペプ♪パペピプポ♪ (Piano Rock ver.) [3:30]
3. パペピプ♪パピペプ♪パペピプポ♪ (tofubeats“SHAKE”remix) [4:17]
4. パペピプ♪パピペプ♪パペピプポ♪ (inst.) [3:27]

#### アニメ盤
1. パペピプ♪パピペプ♪パペピプポ♪ [3:31]
2. パペピプ♪パピペプ♪パペピプポ♪ (TV EDIT) [1:30]
3. パペピプ♪パピペプ♪パペピプポ♪ (tofubeats“SHAKE”remix) [4:17]
4. パペピプ♪パピペプ♪パペピプポ♪ (tofubeats“JUMP” remix) [4:42]

### DVD
1. パペピプ♪パピペプ♪パペピプポ♪ (Music Video)
2. パペピプ♪パピペプ♪パペピプポ♪ (Dance Lesson Video)